# Tellaro

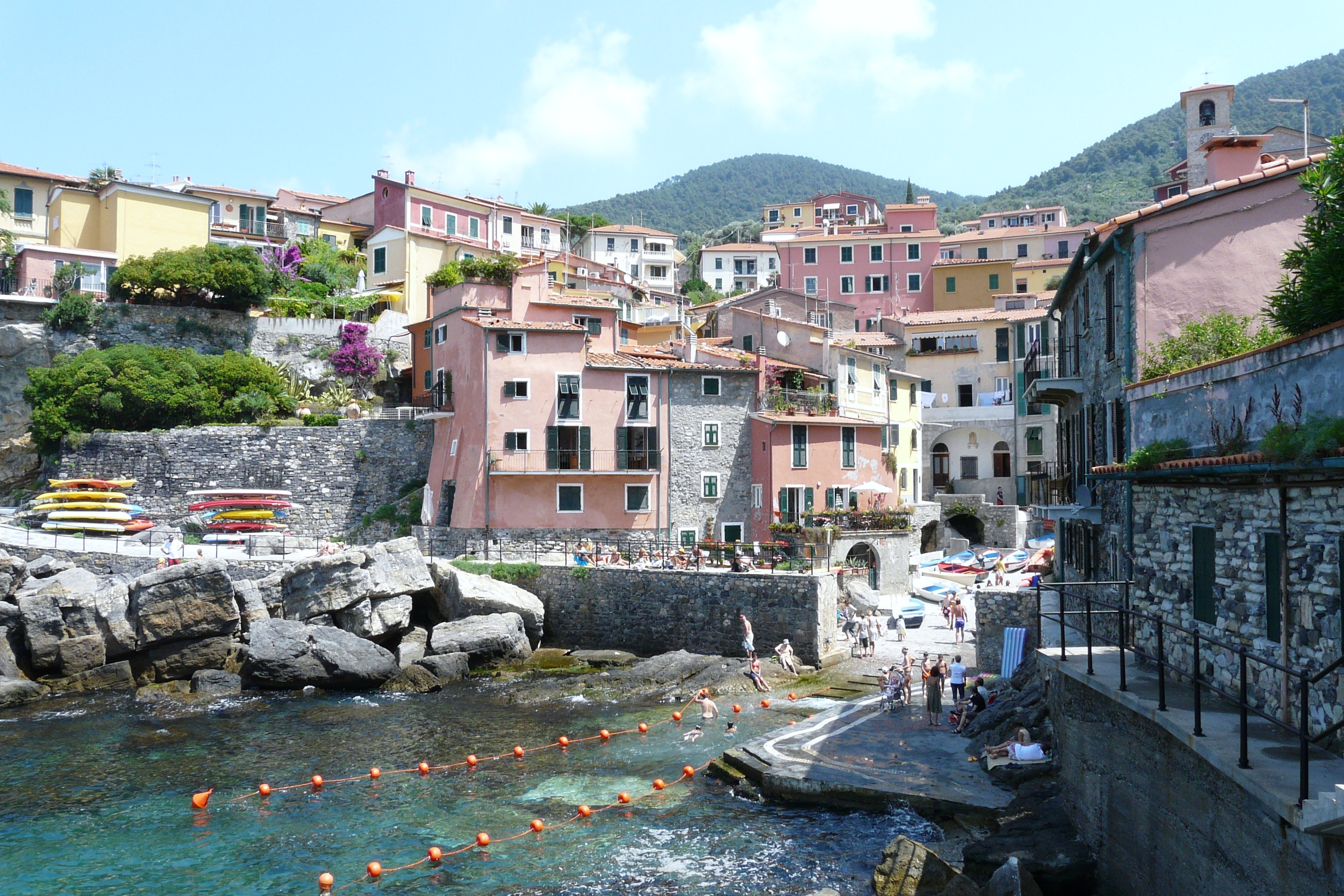
Kyrkan i Tellaro

Tellaro är en liten fiskeby i norra Italien, i regionen Ligurien. Byn ligger i kommunen Lerici, i provinsen La Spezia.
Byn har blivit utsedd till en av Italiens vackraste.
Tellaro är en av deltagarna i Palio del Golfo, en årligt återkommande båttävling i La Speziabukten.
I byns omliggande område befinner sig Forte della Rocchetta, en gammal kustfästning från byggd på 1100-talet som såg användning och modernisering upp till Andra världskriget. Sedan Andra Världskriget har fästningen legat övergiven.